# Dlouhé Dvory
Dlouhé Dvory (německy Langenhof) je malá vesnice, část obce Střezetice v okrese Hradec Králové. Nachází se asi 1,5 km na severovýchod od Střezetic. Prochází tudy železniční trať Hradec Králové – Turnov. V roce 2009 zde bylo evidováno 37 adres. V roce 2001 zde trvale žilo 90 obyvatel.
Dlouhé Dvory je také název katastrálního území o rozloze 1,98 km2.